# Trident Wolf Eclipse
Trident Wolf Eclipse è il sesto album in studio del gruppo musicale black metal svedese Watain, pubblicato il 5 gennaio 2018 sotto l'etichetta discografica Century Media.

## Tracce
1. Nuclear Alchemy – 3:10
2. Sacred Damnation – 4:41
3. Teufelsreich – 4:26
4. Furor Diabolicus – 4:43
5. A Throne Below – 4:09
6. Ultra (Pandemonic) – 4:01
7. The Fire of Power – 4:54
8. The Wild Hunt – 4:24

### Tracce bonus
1. Antikrists Mirakel – 7:09

## Formazione
- Håkan Jonsson - batteria
- Pelle Forsberg - chitarra
- Erik Danielsson - voce, basso